# Bankaplein (Den Haag)
Het Bankaplein is een plein in de Archipelbuurt in Den Haag, op de kruising van de Bankastraat en de Riouwstraat. Op die kruising was al in 1879 een rotonde aanwezig, maar een eigen straatnaam voor die rotonde liet nog vier jaar op zich wachten. Op 9 oktober 1883 meldden burgemeester en wethouders van Den Haag aan de gemeenteraad, dat zij aan het plein tussen de beide Bankastraten de naam Bankaplein hadden gegeven. Om het plein staan zes huizen, in het midden staat een fontein, die door Renske Morks
en H. van der Leeden werd gemaakt.

## Eerste fontein
Op 7 maart 1881 schreef de Maatschappij Duinweide aan de gemeenteraad dat zij het voornemen had ‘op het Rondpoint der Banka- en Riouwstraten eene monumentale fontein' te plaatsen. Deze bouwgrondmaatschappij was, zoals toen gebruikelijk was, verantwoordelijk voor zowel huizenbouw als straataanleg. Huizen werden verkocht aan particulieren, de straten werden vervolgens aan de gemeente overgedragen. De grond waarop de fontein zou komen was nog eigendom van Duinweide. De onderneming wilde zich ervan verzekeren dat de gemeente de fontein zou accepteren en zou zorgen dat hij ging functioneren. 
De architect Herman Wesstra had twee ontwerpen gemaakt, waaruit de raad kon kiezen. Op 12 april 1881 stemde de gemeenteraad in met het preadvies van burgemeester en wethouders over dit aanbod. Het besluit hield in dat de gemeente het geschenk aanvaardde, onder voorwaarde dat de aanleg en constructie gebeurde onder toezicht en tot genoegen van het gemeentebestuur. B & W kozen voor ‘het ontwerp gemerkt met de letter a’ en gaven aan vrij te willen blijven ‘in de bepaling der dagen en uren, waarop de fontein zal springen’.
Het werk van Herman Wesstra kenmerkte zich door het gebruik van meer dan levensgrote standbeelden en eclectische invloeden. Hier droegen vier Griekse dames in klassieke gewaden een grote schaal. Daarboven stonden vier kleinere figuren die een kleinere schaal droegen.
De fontein bleek echter van slechte kwaliteit te zijn. Al in 1885 moesten er reparaties verricht worden en ook daarna heeft de fontein mogelijk niet altijd meer gefunctioneerd. Het voornemen tot sloop van de fontein, die in verval was geraakt en geen water meer spoot, bestond al in oktober 1921 maar het duurde tot 5 september 1922 voordat de Haagse gemeenteraad daadwerkelijk besloot tot afbraak. Dit besluit werd binnen enkele maanden uitgevoerd, getuige het artikel in Het Vaderland van 9-12-1922 waarin werd teruggeblikt op het plein in 1882 waar toen al de 'thans verdwenen' fontein stond.

## Tweede fontein
Jarenlang heeft op de plaats van de eerste fontein een klok gestaan. Op 31 augustus 1976 onthulde burgemeester Schols tijdens een actie van buurtbewoners een schijnmonument..  Blijkbaar hebben deze en andere acties als resultaat gehad dat er sinds 1988 een nieuwe fontein staat, ontworpen door beeldhouwster Renske Morks en architect Henk van der Leeden. Het ontwerp is gebaseerd op de eerste fontein en heeft ook twee schalen. De details zijn gebaseerd op decoraties van de hekken in de buurt.

### Trams
Vanaf 1881 kwam de paardentram hier. In 1905 werd dit tramlijn 1 (1e). Ook die reed via de Denneweg naar zijn keerlus op het Bankaplein. In 1927 & 1928 nam lijn 17 (2e) dit over, en dat was de laatste tram op deze 'verticale' route. Lijn 2 (1e) bleef net "onder" het plein nog wel 'horizontaal' rijden; tot in 1937. Dat was de laatste tramlijn dóór de wijk.